# Ramon Sessions
Ramon Sessions (* 11. April 1986 in Myrtle Beach, South Carolina) ist ein ehemaliger US-amerikanischer Basketballspieler, der von 2007 bis 2017 in der NBA aktiv war. Der 1,91 Meter große Sessions kam meist auf der Point-Guard-Position zum Einsatz.

## Karriere
Sessions spielte für das Nevada Wolf Pack an der University of Nevada, Reno. Dort konnte er in seiner Freshman-Saison 9 Punkte in 31,1 Minuten pro Spiel erreichen, in seiner Junior-Saison dann 12,3. Nach dieser Saison entschied er sich, sein Senior-Jahr ausfallen zu lassen und direkt beim NBA-Draft 2007 teilzunehmen. Während seiner Collegezeit hatte er einige gute Spiele gehabt und erzielte beispielsweise gegen die Louisiana Tech Bulldogs 21 Punkte.

### NBA
Sessions wurde im Draft an 56. Stelle von den Milwaukee Bucks ausgewählt. Dort konnte er in seiner ersten Saison in der NBA solide 8,1 Punkte in rund 27 Minuten pro Spiel beisteuern und wurde schnell zu einem wichtigen Bestandteil seines Teams. Diese Leistungen konnte er in seiner Sophomore-Saison noch einmal steigern, indem er 12,4 Punkte pro Spiel erzielte.
Zur nächsten Saison wechselte er zu den Minnesota Timberwolves, bei denen er rund 6 Minuten pro Spiel weniger spielen durfte und seine Leistungen indes etwas zurückgingen.
Nach dieser Spielzeit wurde er zu den Cleveland Cavaliers getradet und spielte dort seine bisher beste Saison; er erzielte über 13 Punkte und 5,2 Assists pro Spiel. Seine Leistungen blieben die nächste Saison ähnlich stark.
Während der NBA-Saison 2011/12 wurde Sessions zu den Los Angeles Lakers getradet, wo er in die Starting Five berufen wurde und über 30 Minuten pro Spiel spielte.
Im Juli 2012 unterschrieb Sessions einen Zweijahresvertrag bei den Charlotte Bobcats, bei denen er bis Februar 2014 spielte. Kurz vor Ende der Transferfrist wurde er von den Bobcats zu den Milwaukee Bucks transferiert. Im Gegenzug wechselte unter anderem Guard Gary Neal nach Charlotte.
Nach Ablauf seines Vertrages verließ Sessions Milwaukee im Sommer 2014 und schloss sich den Sacramento Kings an. Dort erhielt er einen Vertrag bis 2016.
Nach einer kurzen Station bei den Washington Wizards kehrte er im Sommer 2016 zum mittlerweile in „Hornets“ umbenannten Charlotte-Team zurück. Zur Saison 2017/18 wechselte Sessions zu den New York Knicks und unterschrieb dort einen Einjahresvertrag. Im Januar 2018 wurde Sessions’ Vertrag aufgelöst und er unterschrieb für den Rest der Spielzeit erneut bei den Washington Wizards.
Im November 2018 war Sessions noch kurze Zeit für Maccabi Tel Aviv aus der israelischen Ligat ha’Al aktiv, jedoch wurde sein Vertrag nach nur 17 Tagen wieder aufgelöst. Tel Aviv war seine gleichzeitig auch seine letzte Station als Profibasketballer.